# Lucas Diniz
Pour les articles homonymes, voir Diniz.
Lucas Diniz Pinheiro, né le 14 décembre 1985 à Belo Horizonte, est un joueur international belge de futsal d'origine brésilienne.
Lucas Diniz commence le football dans sa ville natale. Au milieu des années 2000, il rejoint des compatriotes en Belgique, au Bruxelles United. Au bout d'un an, il signe à l'Amigo Scheepdal où il commence à remplir son palmarès avec un triplé supercoupe-coupe-championnat. Repéré, il intègre le Sporting Paris début 2010 tout en continuant à évoluer en parallèle en Belgique. À Paris, il participe à la domination du club avec quatre Coupes de France et autant de championnat consécutifs. Il évolue en même temps au Rolini Koersel avec un nouveau triplé national et trois championnats de suite. En 2015, il signe dans le Nord de la France au Douai Gayant avant de rejoindre Thulin en Belgique l'année suivante, dont il devient entraîneur la seconde saison. En 2018, il retourne dans les Hauts-de-France, au Orchies Pévèle FC.
À la fin de 2018, Diniz reçoit la nationalité belge et intègre l'équipe nationale de futsal.

## Biographie

### Enfance et arrivée en Belgique
Lucas Diniz nait à Belo Horizonte. Il commence le football à neuf ans dans un club de sa ville natale. Ses qualités de joueur lui permettent d'obtenir une place dans une école privée où le sport a une place importante avec trois séances d'entraînement par semaine. Il a la même quantité d'entraînement d'athlétisme. En 2001 ou 2002, Diniz termine quatrième des Championnats du monde scolaire d'athlétisme sur 100 m et 200 m en 2002.
En 2007, il part en Belgique où le futsal est professionnel, par l'intermédiaire de joueurs brésiliens. Il intègre le Bruxelles United. Avec six compatriotes comme coéquipiers en plus de l'entraîneur, l'équipe vise le titre mais échoue et des problèmes financiers entraînent la faillite du club.
Pinheiro déménage à l'Amigo Schepdaal, qui joue dans la dissidente Fédération belge de football en salle. Diniz remporte presque tous ses matchs, deux fois le titre de champion, une coupe et deux supercoupes.

### Sporting Paris et Belgique
Après avoir disputé un tournoi avec l'Amigo Schepdaal, Lucas Diniz est contacté par le président du Sporting Paris. En janvier 2010, il rejoint le club parisien tout en continuant de vivre et jouer en Belgique. Il multiplie les allers-retours entre Bruxelles, où il vit, travail et joue le vendredi, et Paris où il joue le samedi. Avec quatre compatriotes, il fait du covoiturage chaque semaine pour les entraînements et les matchs. Au terme de sa première demi-saison, Diniz marque en finale de Championnat de France face au Kremlin-Bicêtre United. Lors de la séance de tirs au but, il manque le sien et son équipe perd (2-2 tab 4-5).  
À l'été 2010, il rejoint le Rolini Koersel, où il gagne un titre de champion, une coupe, une supercoupe et le championnat du Limbourg. Malgré les nombreux titres, en novembre 2011, le Brésilien joue au niveau amateur à Koersel, avec un entraînement et un match par semaine.
Au SC Paris, il remporte les premiers trophée nationaux du club : les titres de champion de France 2010-2011 et 2011-2012 et trois Coupes nationales consécutives de 2010 à 2012. En finale du championnat 2011, il inscrit un doublé contre Paris MF après avoir marqué contre son camp et raté deux jet-franc, le second est retiré est transformé.  
Avec le Sporting de Paris, il met plus de sept heures pour venir et rentrer d'un entraînement à Paris, qu'il ne fait qu'une fois toutes les deux semaines. Il espère alors modifier son rythme de vie : « il est prévu que je débarque dans la capitale française dans un ou deux ans. Mais ma femme doit d'abord terminer ses études et je dois attendre encore un an avant d'obtenir la nationalité belge ».
À l'été 2013, triple champion de Belgique en titre avec le Relemko Koersel, Diniz rejoint les rangs du ZVC Sporting Hasselt.

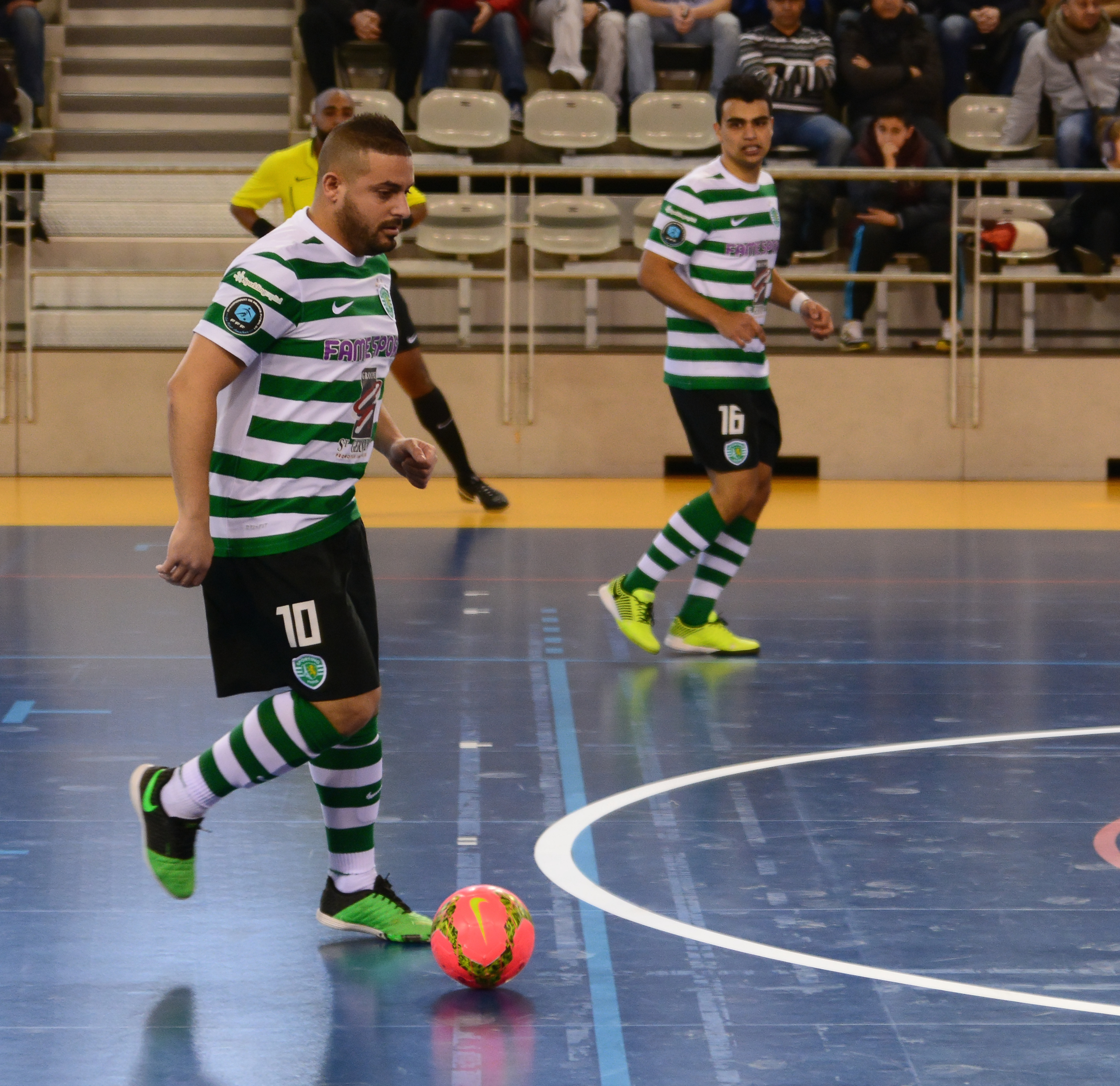
Diniz (à d.) avec le Sporting en février 2015.

La finale de Coupe de France 2015 remportée contre Garges Djibson est son dernier match avec le Sporting. Au terme de la saison 2014-2015, Lucas Diniz doit retourner vivre en Belgique et quitte le club avec neuf trophées remportés en six saisons.

### Nord de la France et Belgique
Pour la saison 2015-2016, Lucas Diniz rejoint le Douai Gayant Futsal et marque 23 buts en Division 1.
À l'été 2016, il signe au Selaklean Thulin, auteur du triplé Supercoupe, Nationale 1 et Coupe de Belgique. Pour l'exercice 2017-2018, le président Abdellak Ouafik cède sa place d'entraîneur de coach à Lucas Diniz, qui devient entraîneur-joueur,. Pour son premier match à la tête de l'équipe, Diniz dispute la Supercoupe de Belgique face à Puurs, pour tenter de décrocher un sixième titre en l’espace de deux ans. Mais Selaklean Thulin connait une saison compliquée et voit sa place en playoffs menacée dès février 2018.
En 2018-2019, Lucas Diniz rejoint l'Orchies Pévèle FC en Division 2 française, l'ancien Douai Gayant, présidé par Abdellak Ouafik. L'équipe devient la première de l'histoire à remporter la totalité des rencontres et Lucas réalise une bonne saison comme entraîneur-joueur[réf. nécessaire]. En mars 2019, Diniz inscrit un doublé décisif en huitième de finale de la Coupe de France contre Toulouse Métropole. Pour la saison 2019-2020, l'équipe est à la seconde place à l'arrêt du championnat de Division 1 à cause de la pandémie de Covid-19. Auteur de huit buts en D1, Diniz prolonge à Orchies.

### En équipe nationale

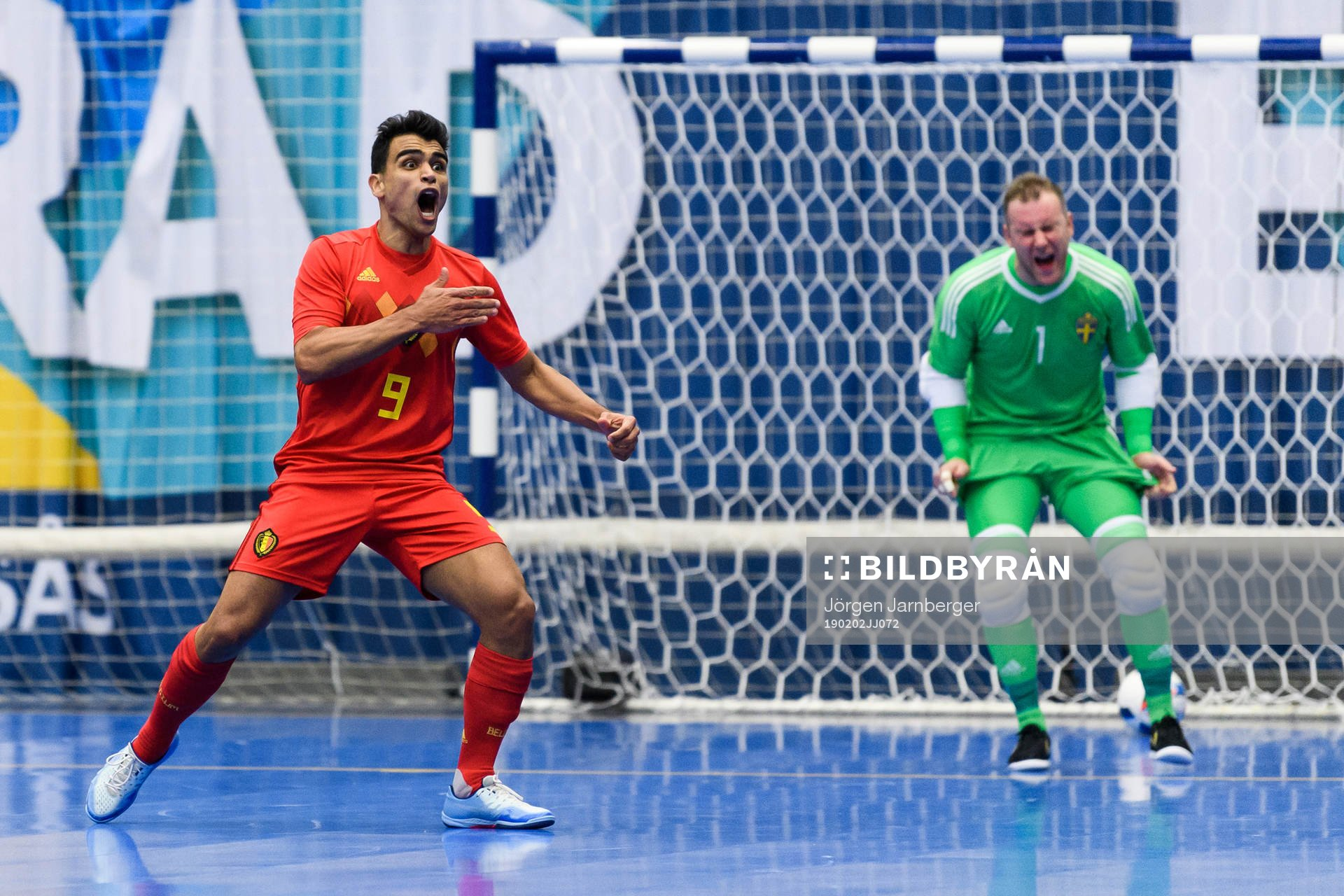
Lucas Diniz avec l'équipe nationale Belge de futsal.

En septembre 2012, Lucas Diniz déclare devoir « attendre encore un an avant d'obtenir la nationalité belge ». Il devient belge en 2018[réf. nécessaire]. 
Fin 2018, il est sélectionné en équipe de Belgique de futsal.  
Fin janvier 2020, Diniz est sélectionné pour le premier tour qualificatif de l’Euro 2022 joué à Herentals contre l’Arménie, l’Écosse et le Monténégro.

## Palmarès
Au Sporting Paris, Lucas Diniz remporte les titres nationaux du club : quatre fois champion de France consécutives après quatre Coupes nationales de suite. La finale de Coupe de France 2015 remportée est son dernier match avec le Sporting. Il remporte neuf trophées en six saisons.
En 2008, Diniz déménage à l'Amigo Schepdaal et y remporte deux fois le titre de champion, une coupe et deux supercoupes. À l'été 2010, il rejoint le Rolini Koersel, où il gagne un titre de champion, une coupe, une supercoupe et le championnat du Limbourg. À l'été 2013, Diniz quitte Koersel, triple champion de Belgique en titre. Pour 2016-2017, il signe au Selaklean Thulin, auteur du triplé Supercoupe, Nationale 1 et Coupe de Belgique.
- Championnat de France (4)

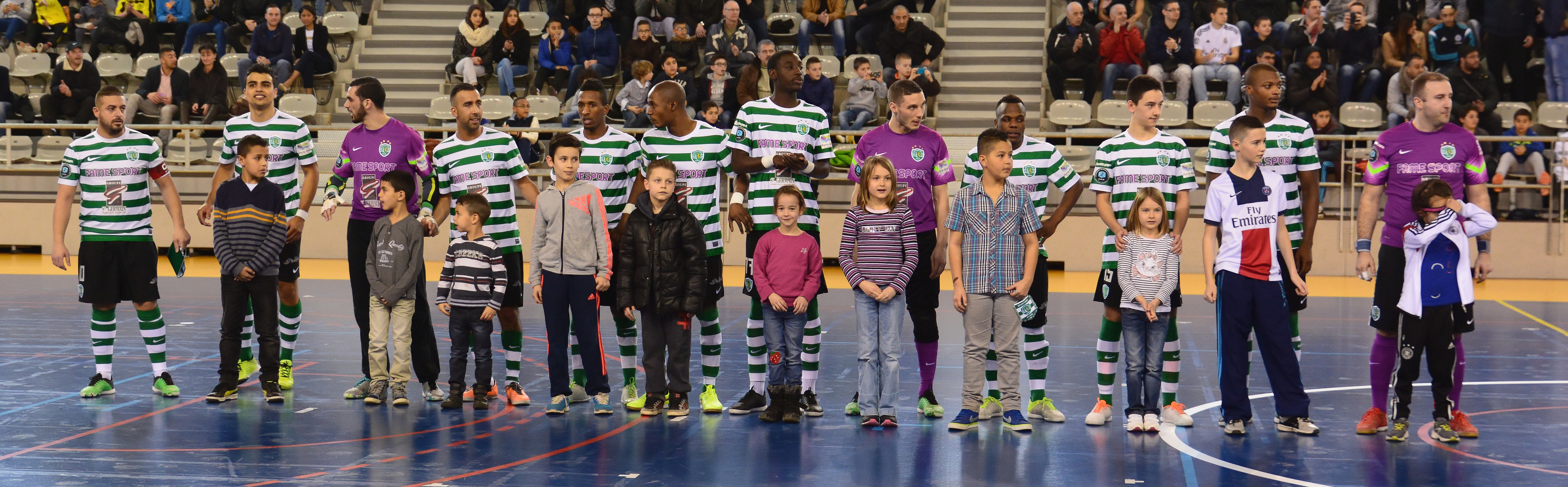
Diniz (2e à g.) et le Sporting lors de la Coupe de France 2015 remportée.

  - Champion : 2011, 2012, 2013 et 2014 (SC Paris).
  - Finaliste : 2010 (SC Paris).

- Coupe de France (5)
  - Vainqueur : 2010, 2011, 2012, 2013, 2015 (SC Paris).
  - Finaliste : 2022 (Mouveaux).

- Championnat de France D2 (1)
  - Champion : 2019 (Orchies).

- Championnat de Belgique ABFS (7)
  - Champion : 2009, 2010 (Schepdaal), 2011, 2012, 2013 (Koersel) et 2017 (Thulin)

- Coupe de Belgique ABFS (3)
  - Vainqueur : 2009 (Schepdaal), 2011 (Koersel) et 2016 (Thulin)

- Supercoupe de Belgique ABFS (4)
  - Vainqueur : 2008, 2009 (Schepdaal), 2011 (Koersel) et 2016 (Thulin)